# 8603 Senator
8603 Senator este un asteroid din centura principală de asteroizi.

## Descriere
8603 Senator este un asteroid din centura principală de asteroizi. A fost descoperit pe 16 octombrie 1977 la Observatorul Palomar de Cornelis Johannes van Houten, Ingrid van Houten-Groeneveld și Tom Gehrels. Asteroidul prezintă o orbită caracterizată de o semiaxă mare de 2,15 ua, o excentricitate de 0,20 și o înclinație de 3,7° în raport cu ecliptica.